# Lamborghini Sesto Elemento
El Lamborghini Sesto Elemento nacido como prototipo de automóvil superdeportivo y después, ya como parte de la gama de producción para su uso exclusivamente en la pista. Fue presentado por el fabricante italiano Lamborghini en el Salón del Automóvil de París 2010 de finales del mes de septiembre.

## Nomenclatura
Su nombre hace referencia al sexto elemento de la tabla periódica de los elementos: el carbono, ya que para aligerarlo se ha utilizado masivamente en su construcción la fibra de carbono. Esto supone la tercera ocasión en la historia de Lamborghini en que se bautiza a un coche con un nombre sin relación con la tauromaquia, tras el Countach y el Silhouette.

## Características

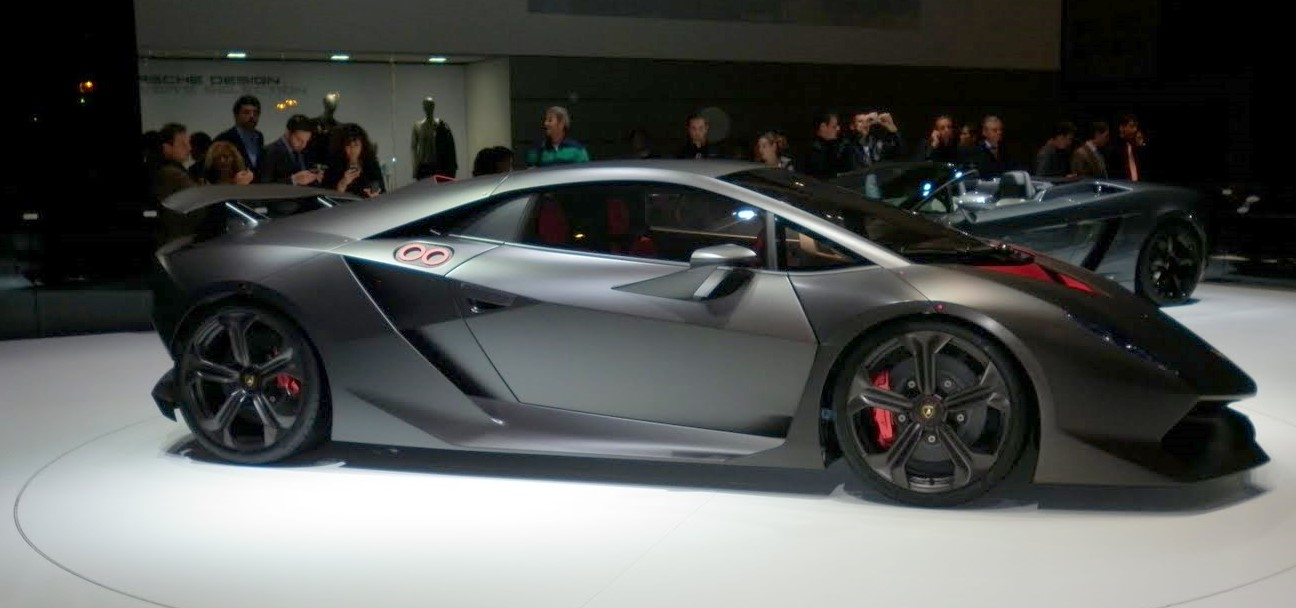
Vista lateral derecha.

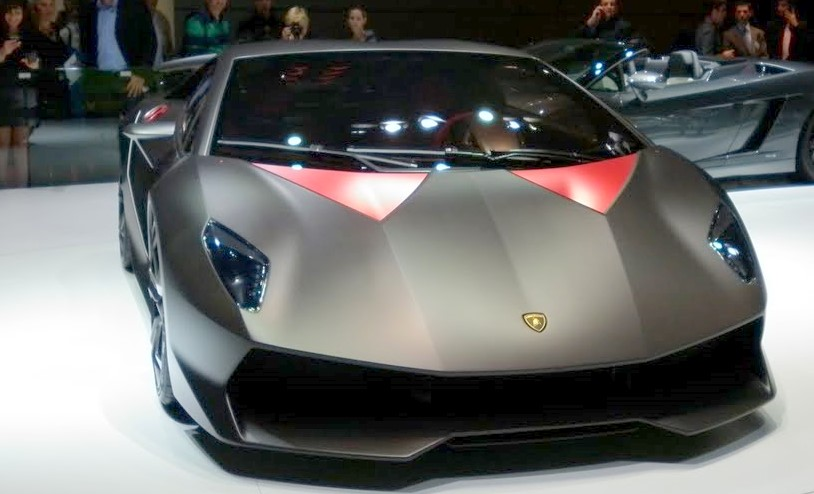
Vista frontal.

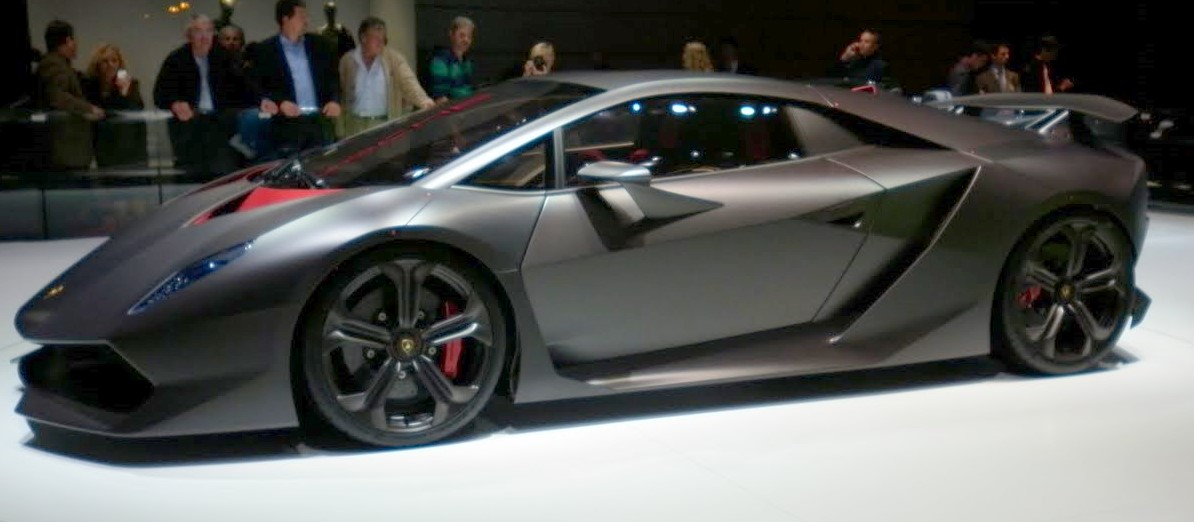
Vista lateral izquierda.

Es una serie muy limitada, de la que cual se construyeron 20 unidades para clientes muy exclusivos de la marca. Su precio total era de 2 500 000 €.
El prototipo presentado originalmente estaba ensamblado sobre la base de un Gallardo LP570-4 Superleggera Edizione Tecnica. Todo el coche está diseñado pensando en ganar la batalla contra el peso, haciendo hincapié en los materiales y alcanzado un total de 999 kg (2202 libras). Para aligerarlo se utiliza fibra de carbono en el habitáculo, en toda la sección frontal de la carrocería y en las defensas. El subchasis que soporta el motor y los anclajes de la suspensión son de compuesto de organoaluminio forjado; en la tornillería se ha utilizado principalmente titanio; y para el ensamblaje de piezas, se ha recurrido a técnicas de unión derivadas de la industria aeroespacial. Los tubos de escape son hechos de "Pyrosic", un nuevo material de tipo cerámico, mezcla de polvo cerámico y resina sintética, capaz de tolerar temperaturas muy elevadas de hasta 900 °C (1652 °F).
Está equipado con un motor V10 de 5204 cm³ (5,2 L; 317,6 plg³) en posición central-trasero montado longitudinalmente, que desarrolla 570 CV (562 HP; 419 kW).
A pesar del aumento de peso que pudiera suponer, utiliza un sistema de tracción integral permanente, mediante un diferencial de acoplamiento viscoso central, combinado con un autoblocante, cuya calibración transmite un 45% al eje posterior y un 55% al anterior. Tiene una distancia al suelo de 8,7 cm (3,4 pulgadas). La transmisión es de tipo robotizada e-gear y cuenta frenos de disco carbono-cerámicos, que van alojados en vistosos rines de polímero reforzado con fibra de carbono ("CFRP").
El peso mínimo y la potencia que alcanza el motor combinados, consiguen una relación peso a potencia de 1,75 kg/CV, lo que se traduce en unas prestaciones de 2.5 segundos en la aceleración de 0 a 100 km/h (0 a 62 mph) y una velocidad máxima de 350 km/h (217 mph). Como referencia, basta decir que un Gallardo LP 570-4 Superleggera pesa 1340 kg (2954 libras) y tiene una relación peso a potencia de 2,35 kg/CV. 
En el diseño exterior llaman la atención los faros bi-xenón frontales, que están enfatizadas por medio de cuatro led colocados verticalmente, la zona posterior por su reducido voladizo y por la adopción de un difusor, un spoiler aerodinámico y un alerón que aportan apoyo a alta velocidad y el portón del motor que forma una única pieza con la defensa trasera abriéndose al unísono, mismo detalle que estaba ya presente en el Miura. En el interior de diseño minimalista, solamente hay tres botones ubicados en la consola central: uno para poner en marcha el motor, otro para insertar la marcha atrás y el último para activar los faros.

## Especificaciones
| Materiales del motor                | Bloque y culatas de aluminio               |
| Distribución                        | DOHC 4 válvulas por cilindro (40 en total) |
| Alimentación                        | Inyección directa FSI                      |
| Diámetro x carrera                  | 84,5 x 92,8 mm (3,33 x 3,65 pulgadas)      |
| Relación de compresión              | 12.5:1                                     |
| Potencia máxima                     | 570 CV (562 HP; 419 kW) @ 8000 rpm         |
| Par motor                           | 540 N·m (398 lb·pie) @ 6500 rpm            |
| Potencia específica                 | 109,5 CV/litro                             |
| Capacidad del tanque de combustible | 100 litros (26,4 galAm)                    |

## En la cultura popular
Un modelo réplica aparece en la película de 2014 Need for Speed, al ser pilotado por el villano Dino Brewster.
También ha aparecido en varias series de videojuegos de carreras, tales como: Forza, Asphalt, Need for Speed, Assetto Corsa, Project CARS, FlatOut, entre otros.